# La sombra del padre
La sombra del padre es una obra de teatro en tres actos estrenada en 1909 firmada por Gregorio Martínez Sierra y escrita por María Lejárraga.

## Argumento
Un padre de familia, de regreso de su etapa de emigrante en América, se encuentra ajeno a su familia, con unos hijos que no le respetan. Decide retornar al exilio, y solo el amor de su esposa lo impide. 

## Estreno
- Teatro Lara, Madrid, 17 de marzo de 1909. Estreno.
  - Intérpretes: Matilde Rodríguez.